# John Gallagher (biegacz)
John James Gallagher Jr. (ur. 13 kwietnia 1890 w Filadelfii, zm. 13 maja 1950 w Chicago) – amerykański lekkoatleta, uczestnik igrzysk olimpijskich w Sztokholmie 1912 r.

## Występy na igrzyskach olimpijskich
Gallagher wystartował tylko raz na igrzyskach olimpijskich w 1912 r. Brał udział w maratonie, który odbył się 14 lipca 1912 r. Dystans 40,200 km przebiegł w czasie 2:44:19,4 h zajmując 7 miejsce.

## Rekordy życiowe
- maraton – 2:44:20 h (1912)